# 1900年パリオリンピックのインド選手団
1900年パリオリンピックのインド選手団（1900ねんパリオリンピックのインドせんしゅだん）は、1900年5月14日から10月28日にかけてフランスの首都パリで開催された1900年パリオリンピックのインド選手団、およびその競技結果。

## 概要
今大会は銀メダル2個、合計2個のメダルを獲得した。

## メダル
| メダル | 選手名                 | 競技 | 種目             |
| ------ | ---------------------- | ---- | ---------------- |
| 銀     | ノーマン・プリチャード | 陸上 | 男子200m         |
| 銀     | ノーマン・プリチャード | 陸上 | 男子200mハードル |